# A Bird Story
A Bird Story es un juego de aventura y rol , el segundo desarrollado y publicado por Freebird Games. Fue lanzado el 5 de noviembre de 2014 para Microsoft Windows, Mac OS X y Linux como un mini episodio conectando el juego anterior de Freebird Games, To The moon, con la próxima secuela, Finding Paradise. Recibió críticas mixas por los críticos, cuya principal queja fue la escasa jugabilidad.

## Historia
A Bird Story cuenta la historia de un niño imaginativo que es ignorado por la mayoría de los otros personajes a lo largo de todo el juego. Sin amigos y con una familia que parece estar ausente, el niño se encuentra un día con un pájaro herido y decide ayudar al ave llevándola a un veterinario y luego a su casa, donde la cuida, alimenta y protege. Con el paso del tiempo ambos se vuelven amigos, el ave comienza a recuperarse y el niño  se vuelve más feliz, comenzando así a notar más a las personas. Dándose cuenta de que el ave ya no lo necesita y  que está totalmente curada, el niño decide dejar en libertad al ave. Con lágrimas, el niño ve cómo el ave, la cual consideraba su mejor amiga, se aleja y regresa hacia él solo para hacerle el típico gesto que le hacia cada vez que jugaban juntos. Finalmente, el ave emprende el vuelo junto con otras aves y se pierde en la lejanía, mientras que el niño contempla el atardecer y sueña con algún día ser capaz de volar por lo cielos con su amiga alguna vez.

## Lanzamiento
A Bird Story fue lanzado como una conexión entre To the moon y su secuela, Finding Paradise, el 5 de noviembre de 2014. Fue el segundo " miniepisodio " lanzado desde la publicación de To the moon y el desarrollo de Finding Paradise, que fue anunciado a principios de 2016 para el lanzamiento a finales de 2016 o comienzos de 2017. el jugador controlará el mismo personaje en  Finding Paradise como lo hicieron en A Bird Story, pero el desarrollador dice que no tendrán que jugar el juego anterior para entender el nuevo; aunque puede ser beneficioso para hacerlo.

## Recepción
A Bird Story recibió críticas mixtas, con una calificación global de 66/100 en Metacritic basado en 18 críticas y un índice de 68.67 % en GameRankings , con base en nueve comentarios. Muchos críticos han comparado este juego con To The Moon, otro juego de Freebird Games. Andrew Barker, en una reseña de RPGFan dijo que el juego es una experiencia agradable, pero no es para todo el mundo; el ritmo del juego se mueve lentamente y aunque se trata de una hora de duración, la memoria del juego va a persistir . La falta de jugabilidad adecuado fue criticada por muchos jugadores.